# Дьогтяр Максим Володимирович
Максим Володимирович Дьогтяр (нар. 4 жовтня 1999) — український футболіст, воротар «Оболонь-Бровара-2».

## Життєпис
Дорослу футбольну кар'єру розпочав 2019 року в «Оболонь-Бровар-2». Дебютував у Другій лізі за бучанський клуб 4 вересня 2019 року в нічийному (2:2) виїзному поєдинку 7-го туру групи «А» проти борщагівської «Чайки». Максим вийшов на поле в стартовому складі та відіграв увесь матч. Станом на 22 жовтня 2019 року зіграв 2 поєдинки в Другій лізі.